# Lucrezia d'Este
Lucrezia d'Este (Ferrara, 16 dicembre 1535 – Ferrara, 12 febbraio 1598) fu una nobile appartenente alla casata degli Este vissuta nel periodo della fine del Ducato di Ferrara (nel quale svolse un ruolo importante). Fu duchessa di Urbino dal 1570 al 1578.

## Biografia
Fu la figlia terzogenita del duca di Ferrara Ercole II d'Este e della consorte Renata di Francia, figlia di Luigi XII di Francia e di Anna di Bretagna.
Suoi nonni paterni furono Alfonso I d'Este e Lucrezia Borgia, figlia del papa Alessandro VI. Il fratello maggiore Alfonso II d'Este fu l'ultimo duca di Ferrara.
A Lucrezia d'Este e a sua sorella Eleonora (o Leonora) Torquato Tasso dedicò la lirica O figlie di Renata.

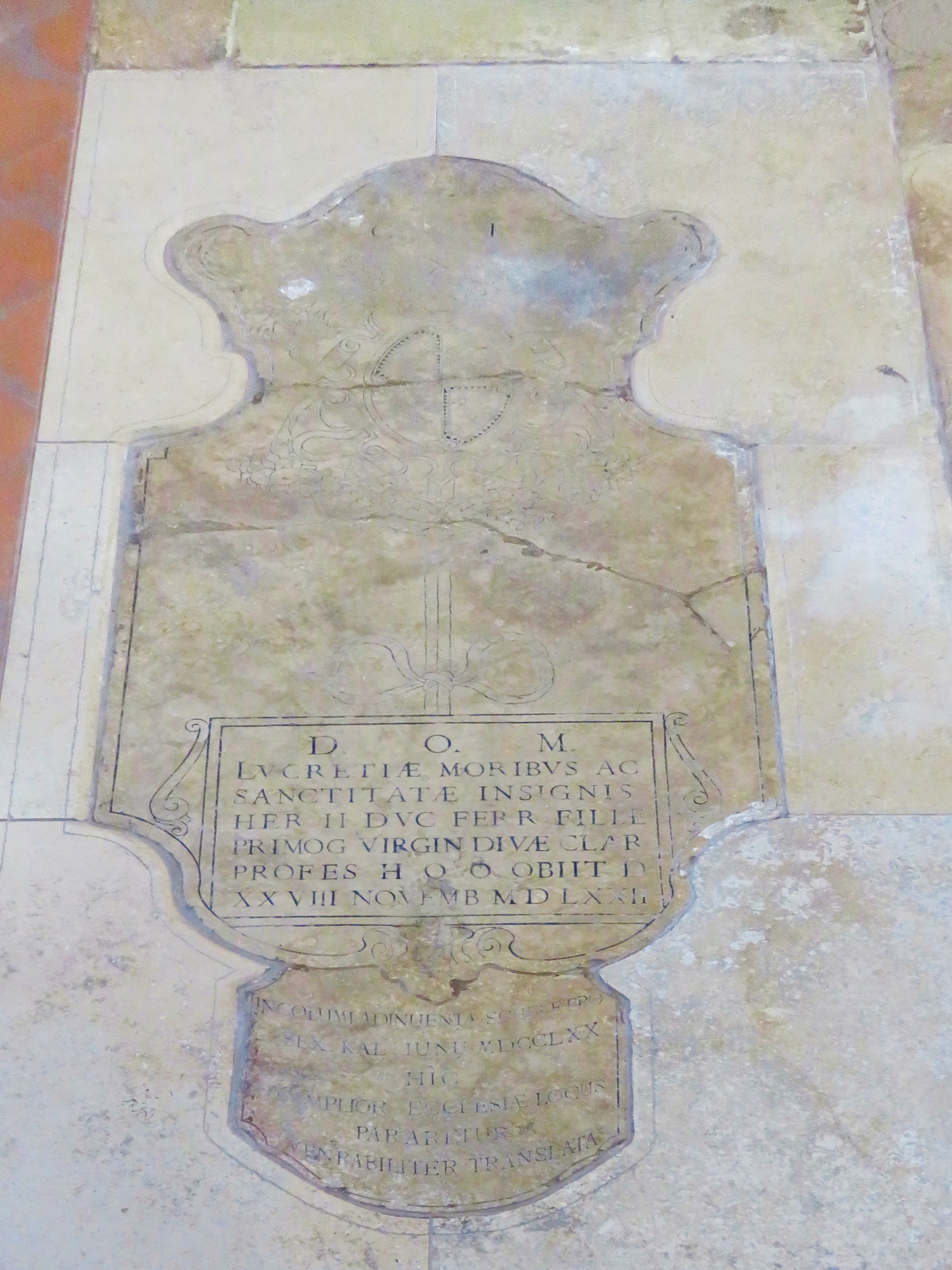
Monastero del Corpus Domini (Ferrara): tomba di Lucrezia d'Este.

Amante delle arti e della vita mondana, il 18 febbraio 1570 sposò Francesco Maria II Della Rovere, duca di Urbino. Il matrimonio durò otto anni e fu infelice a causa della notevole differenza di età, poiché Francesco Maria era molto più giovane. Questa tuttavia non fu l'unica difficoltà che si trovò ad affrontare. Prima del matrimonio Lucrezia aveva avuto una relazione con il conte Ercole Contrari, che continuò anche dopo le nozze. Appena Alfonso II ne venne informato ordinò che il conte venisse strangolato in sua presenza. In seguito Lucrezia ebbe una relazione con il conte Luigi Montecuccoli.
Nel 1578 fu sancita la separazione ma non l'annullamento del matrimonio con Francesco Maria II e Lucrezia tornò a Ferrara.
Morì nel 1598. Solo allora il marito fu in condizione di risposarsi con Livia Della Rovere, di 36 anni più giovane, per tentare di assicurare un erede al ducato.

## Rapporti con la casata estense e ruolo avuto nella devoluzione di Ferrara
Lucrezia ad iniziare dal 1575 ebbe rapporti sempre più tesi e difficili con gli altri esponenti degli Este, cioè da quando il suo amante Ercole Contrari venne fatto uccidere da Alfonso II dopo la scoperta della loro relazione. Lucrezia si avvicinò sempre più alle posizioni di Roma, in contrasto con quelle del ducato di Ferrara, e questo in una fase politica cruciale, dopo l'avvenuta pubblicazione, nel 1567, della bolla pontificia Prohibitio alienandi et infeudandi civitates et loca Sanctae Romanae Ecclesiae di papa Pio V nella quale era ricordata la necessità di una discendenza legittima perché la casata potesse rimanere al potere.
Alla morte di Alfonso II d'Este lei si mostrò ostile al suo successore designato Cesare d'Este. Questi venne anche scomunicato dal papa Clemente VIII che non intendeva rinnovare l'investitura agli Este per l'antico feudo papale ferrarese. Cesare tuttavia, confidando nella sua vicinanza alle posizioni di Roma, la mandò ad incontrare Pietro Aldobrandini che si stava muovendo su disposizione papale verso Ferrara. L'incontro ebbe luogo a Faenza e il 12 gennaio 1598 fu concordato un accordo, noto come la Convenzione faentina, che concesse ogni diritto alla Santa Sede tradendo così le attese di Cesare. Il dominio di Ferrara passò direttamente al papato, ed anche i territori che non facevano parte con certezza del feudo papale e che avrebbero potuto rimanere agli Este, come Comacchio, Lugo, Bagnacavallo, Conselice a vari altri vennero perduti e Cesare fu costretto ad accettare tutte le peggiori condizioni ed a prepararsi ad abbandonare Ferrara. Nel 1598 si consumò così la devoluzione di Ferrara.

## Ascendenza
|                      |                 |                           | Genitori                     |  |  | Nonni |  |  | Bisnonni        |  |  | Trisnonni          |  |
|                      |                 |                           |                              |  |  |       |  |  | Ercole I d'Este |  |  | Niccolò III d'Este |  |
|                      |                 |                           |                              |  |  |       |  |  | Ercole I d'Este |  |  | Niccolò III d'Este |  |
|                      |                 | Ricciarda di Saluzzo      |                              |  |  |       |  |  | Ercole I d'Este |  |  |                    |  |
| Alfonso I d'Este     |                 |                           |                              |  |  |       |  |  | Ercole I d'Este |  |  |                    |  |
|                      |                 | Eleonora d'Aragona        | Ferdinando I di Napoli       |  |  |       |  |  |                 |  |  |                    |  |
|                      |                 | Eleonora d'Aragona        | Ferdinando I di Napoli       |  |  |       |  |  |                 |  |  |                    |  |
|                      |                 | Eleonora d'Aragona        | Isabella di Clermont         |  |  |       |  |  |                 |  |  |                    |  |
| Ercole II d'Este     |                 | Eleonora d'Aragona        |                              |  |  |       |  |  |                 |  |  |                    |  |
|                      |                 | Papa Alessandro VI        | Jofré Llançol i Escrivà      |  |  |       |  |  |                 |  |  |                    |  |
|                      |                 | Papa Alessandro VI        | Jofré Llançol i Escrivà      |  |  |       |  |  |                 |  |  |                    |  |
|                      |                 | Papa Alessandro VI        | Isabel de Borja              |  |  |       |  |  |                 |  |  |                    |  |
| Lucrezia Borgia      |                 | Papa Alessandro VI        |                              |  |  |       |  |  |                 |  |  |                    |  |
|                      |                 | Vannozza Cattanei         | Giacomo Conte dei Cattanei   |  |  |       |  |  |                 |  |  |                    |  |
|                      |                 | Vannozza Cattanei         | Giacomo Conte dei Cattanei   |  |  |       |  |  |                 |  |  |                    |  |
|                      |                 | Vannozza Cattanei         | Mencia Pinctoris             |  |  |       |  |  |                 |  |  |                    |  |
| Lucrezia d'Este      |                 | Vannozza Cattanei         |                              |  |  |       |  |  |                 |  |  |                    |  |
|                      | Carlo d'Orléans | Luigi I di Valois-Orléans |                              |  |  |       |  |  |                 |  |  |                    |  |
|                      | Carlo d'Orléans | Luigi I di Valois-Orléans |                              |  |  |       |  |  |                 |  |  |                    |  |
|                      | Carlo d'Orléans | Valentina Visconti        |                              |  |  |       |  |  |                 |  |  |                    |  |
| Luigi XII di Francia | Carlo d'Orléans |                           |                              |  |  |       |  |  |                 |  |  |                    |  |
|                      |                 | Maria di Clèves           | Adolfo I di Kleve            |  |  |       |  |  |                 |  |  |                    |  |
|                      |                 | Maria di Clèves           | Adolfo I di Kleve            |  |  |       |  |  |                 |  |  |                    |  |
|                      |                 | Maria di Clèves           | Maria di Borgogna            |  |  |       |  |  |                 |  |  |                    |  |
| Renata di Francia    |                 | Maria di Clèves           |                              |  |  |       |  |  |                 |  |  |                    |  |
|                      |                 | Francesco II di Bretagna  | Riccardo di Dreux            |  |  |       |  |  |                 |  |  |                    |  |
|                      |                 | Francesco II di Bretagna  | Riccardo di Dreux            |  |  |       |  |  |                 |  |  |                    |  |
|                      |                 | Francesco II di Bretagna  | Margherita di Valois-Orléans |  |  |       |  |  |                 |  |  |                    |  |
| Anna di Bretagna     |                 | Francesco II di Bretagna  |                              |  |  |       |  |  |                 |  |  |                    |  |
|                      |                 | Margherita di Foix        | Gastone IV di Foix           |  |  |       |  |  |                 |  |  |                    |  |
|                      |                 | Margherita di Foix        | Gastone IV di Foix           |  |  |       |  |  |                 |  |  |                    |  |
|                      |                 | Margherita di Foix        | Eleonora I di Navarra        |  |  |       |  |  |                 |  |  |                    |  |
|                      |                 | Margherita di Foix        |                              |  |  |       |  |  |                 |  |  |                    |  |